# Wynton Kelly
Wynton Kelly (Brooklyn, 1931. december 2. – Toronto, 1971. április 12.) jamaikai származású amerikai dzsesszzongorista.

## Pályakép
Amikor négyéves volt, családja akkor költözött Jamaica szigetéről New Yorkba, Brooklynba. Tinédzser korában egy R&B együttes tagja volt, majd egy Dizzy Gillespie vezette big bandben játszott, mellette kisegyüttesekben is dolgozott. 1959 és 1963 között a Miles Davis kvintettjének tagja volt.
Miles Davis és Cannonball Adderley  kedvelt szólistája volt. Más jelentős zenésztársai: Paul Chambers, Jimmy Cobb, Blue Mitchell, Wes Montgomery.
Korai halálát egy sokadik epilepsziás rohama okozta.

## Lemezek
- 1951: Piano Interpretations
- 1958: Piano
- 1959: Kelly Blue
- 1959: Kelly Great
- 1960: Kelly at Midnight
- 1961: Wynton Kelly!
- 1961: Someday My Prince Will Come
- 1963: Comin' in the Back Door
- 1964: It's All Right!
- 1965: Undiluted
- 1965: Smokin' at the Half Note
- 1965: Blues on Purpose
- 1967: Full View
- 1968: Last Trio Session